# وانغ جيان (تشين)
الاسم الصيني (بالكانجي:王翦) 236ق.م كان جنرالاً عسكرياً من دولة تشـين خلال فترة الدويلات المتحاربة. تحت قيادته، غزا جيش تشين الدول تشاو، يان، وتشو. ويعتبر من أجود القادة العسكريين في فترة الممالك المتحاربة، ويرى المؤرخ سيما جيان أنه من أجود أربعة قادة عسكريين في تلك الحقبة جنبا إلى جنب مع باي تشي، ليان بو ولي مو و هوان يي قاطع الرؤوس.
ولد وانغ جيان في دونغشيانغ، بينيانغ. وابنه وانغ بن (王賁) كان أيضًا قائد عسكري في تشين 

## حياته
في 236 قبل الميلاد، قاد وانغ جيان جيش تشين الذي هاجم تشاو واستولى على تسع مدن. وذلك أعلن للصين بداية حروب التوحيد تحت راية ملك تشين ينغ تشنغ. مُسحت دولة تشاو عن الوجود في عام 228 قبل الميلاد بعد أن استخدم وانغ جيان جواسيسه في بلاط تشاو لعزل الجنرال لي مو وبعد ذلك استطاع أسر ملك تشاو.
وفقا للمؤرخ الكبير، بعد أن فشل جينغ كي في محاولته اغتيال الإمبراطور تشين شي هوانغ. غزا الجنرال وانغ جيان مملكة يان حيث كان جينغ كي ولي العهد في عام 226 قبل الميلاد. وفي وقت لاحق من نفس العام غزا وانغ بن نجل وانغ جيان مملكة وي.

## غزو تشو، 225-223 قبل الميلاد
في عام 225 قبل الميلاد، بقيت مملكتان (ولايتان) فقط مستقلتان: تشو وتشي. تعافى تشو كثيرًا بما يكفي لشن مقاومة جدية بعد هزائمهم الكارثية أمام تشين في عام 278 قبل الميلاد وخسروا عاصمتهم ينغ (جينغتشو) التي تعود إلى قرون. على الرغم من حجم أراضيها ومواردها وقوتها البشرية، كان عيب تشو القاتل هو حكومتها الفاسدة إلى حد كبير التي قلبت في الغالب إصلاحات النمط القانوني لو تشي قبل قرن ونصف، عندما حولت وو تشي تشو إلى أقوى دولة بمساحة ما يقرب من نصف الدول الأخرى مجتمعة. كان وو تشي من نفس الولاية (وي) مثل شانغ يانغ، الذي حولت إصلاحاته القانونية تشين إلى آلة حرب لا تقهر.
ملك تشين ينغ تشنغ، قرر أخيرا هزيمة بقايا تشو دولة تقع في هوايانغ. وفقا شيجي الفصل على الجنرالات كبيرة من الدول المتحاربة، طلب الملك من وانغ جيان أولا قيادة الغزو، واستفسر أيضا عن العدد اللازم لاسقاط تشو. طلب وانغ جيان 600.000. ومع ذلك، عندما عرض نفس السؤال على الجنرال لى شين، طلب فقط 200.000 جندي. فقبل ينغ تشنغ عرض الجنرال لي شين. ومباشرةً قام وانغ جيان بإعلان تقاعده وادعى انه مريض. كان غزو تشين في البداية كارثياً حيث تم دحر قوات تشين البالغة 200.000 من قوات تشو الـ 500,000 في منطقة غير مألوفة من هوايانغ. توجه يينغ تشنغ إلى وانغ جيان في منزله وطلب منه قيادة الغزو الثاني على تشو وطمأنه باعطاءه العدد الذي طلبه سابقا وهو 600.000 جندي.
في عام 224 قبل الميلاد، بدأ وانغ جيان غزو تشو. كانت معنويات جنود تشو عالية بعد هزيمتهم لجيش تشين. كانت إستراتيجية دولة تشو هي الدفاع بالكامل على الحدود. دبر وانغ جيان مكيدة لجيش تشو حيث أنه أوهم جيش تشو بخمول جيش تشين، ومع ذلك كان يدرب قواته بشكل سري مستعداً للحرب على تشو. بعد عام كامل قررت تشو فض جيشها القائم على حدود تشو بسبب الركود. فهاجم وانغ جيان القوات المتبقية من تشو. تمكن جنرال تشو شيانغ يان، من مجاراة وانغ جيان وإلحاق خسائر قوية على وانغ جيان حتى قتل ملك تشو فوشو من قبل نائب وانغ جيان، منغ وو والد منغ تيان. وأخيراً تم ضم تشو من قبل تشين في عام 223 قبل الميلاد.
في ذروتها، جيوش تشو تشين مجتمعة تخطت ال1,000,000 جندي أكثر من حرب تشانغبينغ بين تشين تشاو قبل 35 عاما في وقت سابق.

## مرجع ثقافي
وجدت شخصية وانغ جيان في مانجا وانمي كينقدوم تحت اسم أوسين، وقد وصفه بأنه صامت ومتنبئ بمجريات المعارك.لديه تكتيكات دفاعية قوية. يمكنه قراءة تضاريس المعركة ومعرفة مواطن القوة والضعف

## وصلات خارجية
- المقال الأصلي من العام وانغ جيان باي تشي من الكبير مؤرخ
- العامة من توحيد سياسي الحكمة - وانغ جيان